# José Tellaeche
José Tellaeche y Arrillaga (Madrid, 12 de diciembre de 1887-Madrid, 13 de septiembre de 1948) fue un periodista y dramaturgo español.

## Biografía
Comenzó su carrera profesional como periodista. Perteneció a la plantilla de los periódicos madrileños La Época y El Imparcial.
Llevado por su afición al teatro, se dedicó a él por entero, logrando grandes éxitos y popularidad.
Escribió numerosas letras de zarzuelas, colaborando con casi todos los grandes compositores de su época, y en especial con Rafael Millán, Rafael Calleja y Francisco Alonso.

## Comedias
- Grano de mostaza, en colaboración con Francisco Serrano Anguita.
- Viejas leyes, en colaboración con Antonio Navarro Ordóñez.
- El turno de Pepe (1912), sainete, en colaboración con Fernando Noriega.[1]
- Sixto el del lunar.
- Junto al abismo, en colaboración con Fernando Noriega.
- Gente de Bulla.

## Zarzuelas y obras líricas
- Curro el de Lora. Música de Francisco Alonso.
- La aventurera. Música de Pérez Rosillo.
- La casa de su excelencia. Música del maestro Campiña.
- El último romántico. Música de Reveriano Soutullo y Juan Vert.
- La corte de los gatos. Música de Francisco Alonso.
- El bello Don Diego. Música de Rafael Millán Picazo.
- La linda tapada. Música de Francisco Alonso.
- La campana rota. Música de Fernando Obradors.
- Las mariscalas. Música de Rafael Calleja.
- Gutiérrez. Música de José Sama.
- Cascabeles. Música de Federico Moreno Torroba.